# 松本康 (社会学者)
松本 康（まつもと やすし、1955年 - ）は、日本の社会学者。大妻女子大学社会情報学部教授。 専門は都市社会学。

## 人物・経歴
1955年大阪府生まれ。1984年東京大学大学院社会学研究科博士課程単位取得退学。東京大学文学部助手、シカゴ大学客員研究員、名古屋大学文学部助教授、東京都立大学 (1949-2011)大学院都市科学研究科教授、首都大学東京都市環境学部教授を経て、2006年から立教大学社会学部教授、2022年より大妻女子大学社会情報学部教授。

## 主な業績
- 「機会構造と生活構造----『遊び型非行』への一視角」『犯罪社会学研究』5（日本犯罪社会学会）1980年、142-165頁。
- 「都市生活と社会的ネットワーク」森岡清志編『都市の人間関係』（放送大学教育振興会）2000年、35-45頁。
- 「北カリフォルニアのパーソナル・ネットワーク」『同上』、46-58頁。
- 「日本の大都市におけるパーソナル・ネットワーク」『同上』、59-71頁。
- 「現代コミュニティ論----コミュニティの交差と並存」宮島喬・五十嵐暁郎編『平和とコミュニティ』明石書店、2007年、108-138頁。
- 「生活様式としてのアーバニズム」高橋勇悦監修／菊池美代志・江上渉編『改訂版　21世紀の都市社会学』学文社、2008年、29-52頁。
- （編著）『都市社会学・入門』有斐閣、2014年。（序章、1，2，5，6章執筆、10章訳）

## 翻訳
- レオナード・ブルーム、フィリップ・セルズニック、ドロシー･ブルーム著　今田高俊監訳『社会学』（ハーベスト社）1987年　第8章「年齢」139-155頁／第18章「都市と生活の質」343-362頁。
- クロード・フィッシャー『都市的体験----都市生活の社会心理学』（前田尚子と共訳、未来社）、1996年。
- クロード・フィッシャー『友人のあいだで暮らす----北カリフォルニアのパーソナル・ネットワーク』（前田尚子と共訳、未来社）、2002年。
- ハーバート・J・ガンズ (Herbert J. Gans)『都市の村人たち----イタリア系アメリカ人の階級文化と都市再開発』（ハーベスト社）、2006年。
- アンドリュー・アボット『社会学科と社会学----シカゴ社会学百年の真相』（任雪飛と共訳、ハーベスト社）、2011年。